# ATP-toernooi van Milaan
Het ATP-toernooi van Milaan was een tennistoernooi voor mannen dat tussen 1978-1997 en 2001-2005 gehouden werd in Milaan, Italië. Het toernooi vond plaats op de indoor tapijtbanen van de Palalido Arena. In 1998 werd het toernooi voor drie jaar verplaatst naar Londen.
Het toernooi in Milaan stond onder de volgende namen op de kalender: WCT Milan, Cuore Tennis Cup, Fila Trophy, Stella Artois Indoor, Muratti Time Indoors, Italian Indoors, Breil Milano Indoors, ATP Indesit Milano Indoors en de Internazionali di Lombardia.
De edities van 1998-1999 in Londen stonden als de Guardian Direct Cup op het programma en in 2000 werd er gespeeld om de AXA Cup.
In 2004 werd de toernooilicentie overgenomen door het bedrijf 'Brand Plus Inc', van eigenaar Bharat Godkhindi uit Dubai, Verenigde Arabische Emiraten. Hij werd hierbij gesteund door de reisretailer "Dubai Duty Free", waar Godkhindi van 1989 tot en met 1999, manager projecten & evenementen was. Bharat Godkhindi was vanaf 1999 betrokken bij het WTA&ATP-toernooi van Dubai als consultant en adviseur en raakte zo steeds nauwer betrokken in het tennis. Godkhindi zou het toernooi van Milaan na de editie van 2005 verplaatsen naar Zagreb, Kroatië.

## Finales

### Enkelspel
| Jaar   | Winnaar            | Runner-up          | Score                |
| Milaan | Milaan             | Milaan             | Milaan               |
| ------ | ------------------ | ------------------ | -------------------- |
| 2005   | Robin Söderling    | Radek Štěpánek     | 6-3, 6-7(2), 7-6(5)  |
| 2004   | Antony Dupuis      | Mario Ančić        | 6-4, 6-7(12), 7-6(5) |
| 2003   | Martin Verkerk     | Jevgeni Kafelnikov | 6-4, 5-7, 7-5        |
| 2002   | Davide Sanguinetti | Roger Federer      | 7-6(2), 4-6, 6-1     |
| 2001   | Roger Federer      | Julien Boutter     | 6-4, 6-7(7), 6-4     |
| Londen |                    |                    |                      |
| 2000   | Marc Rosset        | Jevgeni Kafelnikov | 6-4, 6-4             |
| 1999   | Richard Krajicek   | Greg Rusedski      | 7-6(6), 6-7(5), 7-5  |
| 1998   | Jevgeni Kafelnikov | Cédric Pioline     | 7-5, 6-4             |
| Milaan |                    |                    |                      |
| 1997   | Goran Ivanišević   | Sergi Bruguera     | 6-2, 6-2             |
| 1996   | Goran Ivanišević   | Marc Rosset        | 6-3, 7-6(3)          |
| 1995   | Jevgeni Kafelnikov | Boris Becker       | 7-5, 5-7, 7-6(6)     |
| 1994   | Boris Becker       | Petr Korda         | 6-2, 3-6, 6-3        |
| 1993   | Boris Becker       | Sergi Bruguera     | 6-3, 6-3             |
| 1992   | Omar Camporese     | Goran Ivanišević   | 3-6, 6-3, 6-4        |
| 1991   | Aleksandr Volkov   | Cristiano Caratti  | 6-1, 7-5             |
| 1990   | Ivan Lendl         | Tim Mayotte        | 6-3, 6-2             |
| 1989   | Boris Becker       | Aleksandr Volkov   | 6-1, 6-2             |
| 1988   | Yannick Noah       | Jimmy Connors      | 4-4 ,opgave          |
| 1987   | Boris Becker       | Miloslav Mečíř     | 6-4, 6-3             |
| 1986   | Ivan Lendl         | Joakim Nyström     | 6-2, 6-2, 6-4        |
| 1985   | John McEnroe       | Anders Järryd      | 6-4, 6-1             |
| 1984   | Stefan Edberg      | Mats Wilander      | 6-4, 6-2             |
| 1983   | Ivan Lendl         | Kevin Curren       | 5-7, 6-3, 7-6        |
| 1982   | Guillermo Vilas    | Jimmy Connors      | 6-3, 6-3             |
| 1981   | John McEnroe       | Björn Borg         | 7-6, 6-4             |
| 1980   | John McEnroe       | Vijay Amitraj      | 6-1, 6-4             |
| 1979   | John McEnroe       | John Alexander     | 6-4, 6-3             |
| 1978   | Björn Borg         | Vitas Gerulaitis   | 6-3, 6-3             |

### Dubbelspel
| Jaar   | Winnaar                              | Verliezend finalist                   | Score                |
| Milaan | Milaan                               | Milaan                                | Milaan               |
| ------ | ------------------------------------ | ------------------------------------- | -------------------- |
| 2005   | Daniele Bracciali Giorgio Galimberti | Arnaud Clément Jean-François Bachelot | 6-7(8), 7-6(6), 6-4  |
| 2004   | Jared Palmer Pavel Vízner            | Daniele Bracciali Giorgio Galimberti  | 6-4, 6-4             |
| 2003   | Petr Luxa Radek Štěpánek             | Tomáš Cibulec Pavel Vízner            | 6-4, 7-6(4)          |
| 2002   | Karsten Braasch Andrej Olchovski     | Julien Boutter Maks Mirni             | 3-6, 7-6(5), [12-10] |
| 2001   | Paul Haarhuis Sjeng Schalken         | Johan Landsberg Tom Vanhoudt          | 7-6(5), 7-6(4)       |
| Londen |                                      |                                       |                      |
| 2000   | David Adams John-Laffnie de Jager    | Jan-Michael Gambill Scott Humphries   | 6-3, 6-7(7), 7-6(11) |
| 1999   | Tim Henman Greg Rusedski             | Byron Black Wayne Ferreira            | 6-3, 7-6(6)          |
| 1998   | Martin Damm Jim Grabb                | Jevgeni Kafelnikov Daniel Vacek       | 6-4, 7-5             |
| Milaan |                                      |                                       |                      |
| 1997   | Pablo Albano Peter Nyborg            | David Adams Andrej Olchovski          | 6-4, 6-4             |
| 1996   | Andrea Gaudenzi Goran Ivanišević     | Guy Forget Jakob Hlasek               | 6-4, 7-5             |
| 1995   | Boris Becker Guy Forget              | Petr Korda Karel Nováček              | 6-2, 6-4             |
| 1994   | Tom Nijssen Cyril Suk                | Hendrik Jan Davids Piet Norval        | 4-6, 7-6, 7-6        |
| 1993   | Mark Kratzmann Wally Masur           | Tom Nijssen Cyril Suk                 | 4-6, 6-3, 6-4        |
| 1992   | Neil Broad David Macpherson          | Sergio Casal Emilio Sánchez           | 5-7, 7-5, 6-4        |
| 1991   | Omar Camporese Goran Ivanišević      | Tom Nijssen Cyril Suk                 | 6-4, 7-6             |
| 1990   | Omar Camporese Diego Nargiso         | Tom Nijssen Udo Riglewski             | 6-4, 6-4             |
| 1989   | Jakob Hlasek John McEnroe            | Balázs Taróczy Heinz Günthardt        | 6-3, 6-4             |
| 1988   | Boris Becker Eric Jelen              | Miloslav Mecír Tomáš Šmíd             | 6-3, 6-3             |
| 1987   | Boris Becker Slobodan Živojinovic    | Sergio Casal Emilio Sánchez           | 3-6, 6-3, 6-4        |
| 1986   | Colin Dowdeswell Christo Steyn       | Brian Levine Laurie Warder            | 6-3, 4-6, 6-1        |
| 1985   | Heinz Günthardt Anders Järryd        | Broderick Dyke Wally Masur            | 6-2, 6-1             |
| 1984   | Tomáš Šmíd Pavel Složil              | Kevin Curren Steve Denton             | 6-4, 6-3             |
| 1983   | Tomáš Šmíd Pavel Složil              | Fritz Buehning Peter Fleming          | 6-2, 5-7, 6-4        |
| 1982   | Heinz Günthardt Peter McNamara       | Mark Edmondson Sherwood Stewart       | 7-6, 7-6             |
| 1981   | Brian Gottfried Raúl Ramírez         | John McEnroe Peter Rennert            | 7-6, 6-3             |
| 1980   | Peter Fleming John McEnroe           | Andrew Pattison Butch Walts           | 6-4, 6-3             |
| 1979   | Peter Fleming John McEnroe           | José Luis Clerc Tomáš Šmíd            | 6-1, 6-3             |
| 1978   | José Higueras Víctor Pecci           | Wojtek Fibak Raúl Ramírez             | 5-7, 7-6, 7-6        |

 Milaan: 1978 · 1979 · 1980 · 1981 · 1982 · 1983 · 1984 · 1985 · 1986 · 1987 · 1988 · 1989 · 1990 · 1991 · 1992 · 1993 · 1994 · 1995 · 1996 · 1997 ·  Londen: 1998 · 1999 · 2000 ·  Milaan: 2001 · 2002 · 2003 · 2004 · 2005
 Milaan (2001-2005) →  Zagreb (2006-2015) →  Sofia (2016-2022) →  Adelaide (2023-heden)
ITF-toernooien (mannen en vrouwen)

ATP-toernooien (mannen) – ATP-seizoen 2025

WTA-toernooien (vrouwen) – WTA-seizoen 2025

Voormalige toernooien mannen
Voormalige toernooien vrouwen
Voormalige amateurtoernooien